# Roberto Alagna
Roberto Alagna (født 7. juni 1963) er en fransk operasanger.
Alagna er af siciliansk afstamning, og har som en fyrig og ildsom lyrisk tenor etableret sig som international stjerne, og har en omfattende pladeproduktion bag sig. Fik sin debut i 1988. Han er en af de mest efterspurgte tenorer.